# Transport în Islanda
Căi ferate: În Islanda nu există căi ferate. Se circulă mai mult cu autobuze, automobile și avioane.
Transporturi rutiere: În Islanda există 12.500 km de căi rutiere și, în medie, o mașină la două persoane. Exceptând străzile principale din orașe, drumurile sunt acoperite cu pietriș. Circulația auto se efectuează pe partea dreaptă a drumului. Starea generală a drumurilor și infrastructurii este foarte bună. Limitele de viteză admise: 50 km/h în interiorul localităților și 90 km/h în afara localităților.
Transporturi aeriene: Icelandair, compania aeriană națională, asigură zboruri regulate europene și transatlantice. Există două aeroporturi internaționale, la Reykjavik și Keflavik.
Transporturi navale: Principalele porturi islandeze sunt: Akranes, Akureyri, Hafnarfjörður, Keflavik, Reykjavik și Siglufjörður.